# Marèges-Talsperre
Die Marèges-Talsperre (französisch Barrage de Marèges) ist eine Talsperre an der Dordogne bei Liginiac im Département Corrèze (Auvergne-Rhône-Alpes) und Saint-Pierre im Département Cantal (Nouvelle-Aquitaine), Frankreich. Sie wurde 1935 zur Stromerzeugung gebaut. Durch die Talsperre wird ein Stausee von 47 Millionen m³ Inhalt aufgestaut. Die Talsperre steht im Zentralmassiv, talwärts der Barrage de Bort-les-Orgues und flussaufwärts der "Barrage de l’Aigle".

## Geschichte
Die Bogenstaumauer wurde von 1932 bis 1935 von der Eisenbahngesellschaft Compagnie des chemins de fer du Midi gebaut und hat eine Höhe über der Gründung von 89,50 Metern. Der Ingenieur und Spezialist für Bogenstaumauern André Coyne von der École polytechnique hat das Bauwerk geplant.
Die Einweihung fand am 5. Oktober 1935 bei Anwesenheit von Henri Queuille und der Direktoren der Compagnie du chemin de fer de Paris à Orléans statt.

## Wasserkraftwerk
Die Talsperre wurde vor allem gebaut, um Energie zu gewinnen. Es gibt vier Francis-Turbinen für einen Durchfluss von (je?) 60 m³/s auf der rechten Seite (Liginiac) und eine weitere für einen Durchfluss von 190 m³/s auf der linken Seite (Saint-Pierre). Betreiber ist die Société hydroélectrique du Midi (SHEM). Die maximale Leistung des Wasserkraftwerks ist nach verschiedenen Angaben 128 oder 146 Megawatt. Pro Jahr werden ungefähr 310 GWh erzeugt, mit denen rund 66.000 Haushalte versorgt werden.

## Sonstiges
Auf einer Briefmarke im Wert von 1 Franc aus den Jahren 1943/44 ist die Staumauer abgebildet.

## Bildergalerie

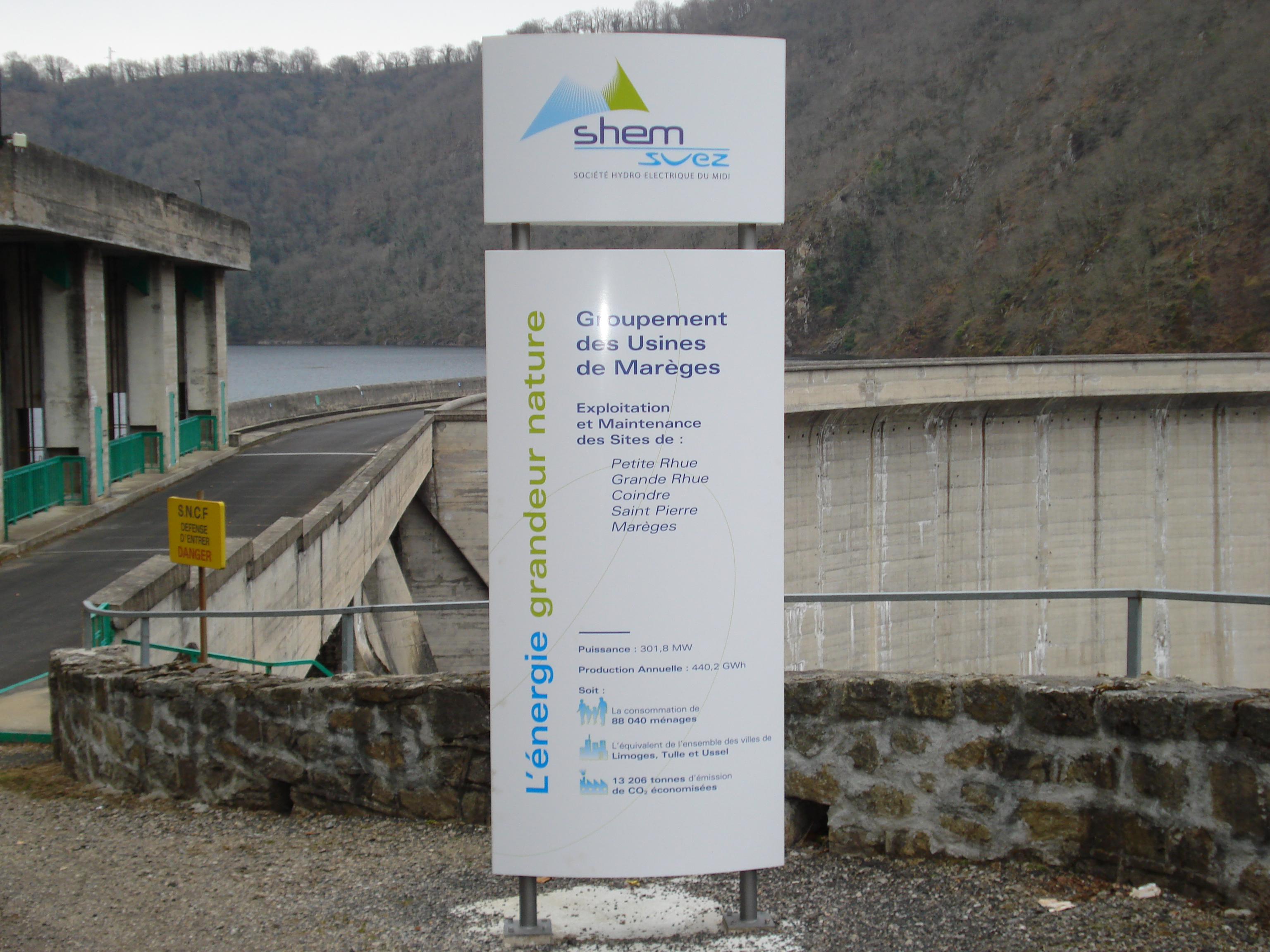
Begrüßungstafel
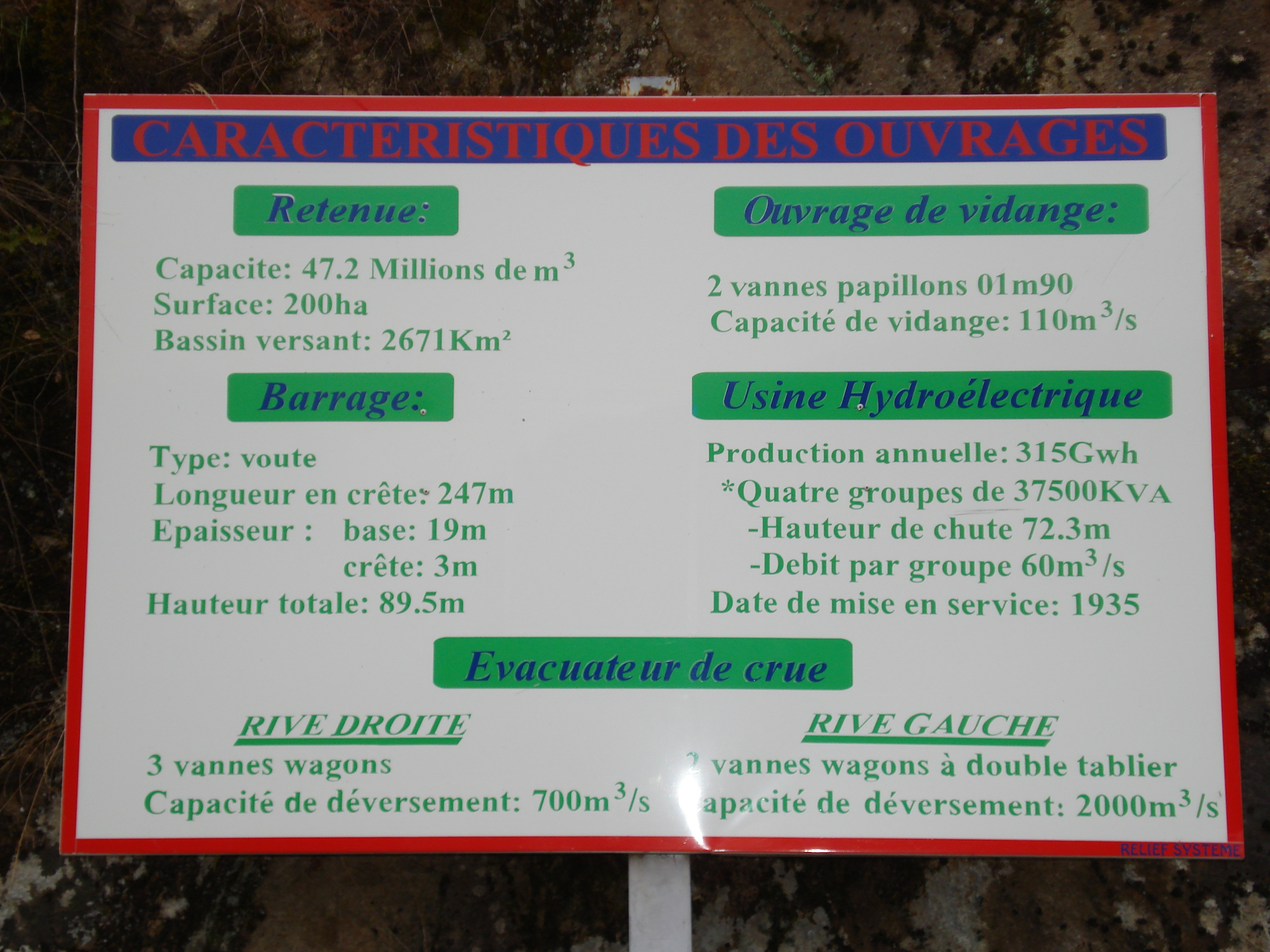
Kenndaten
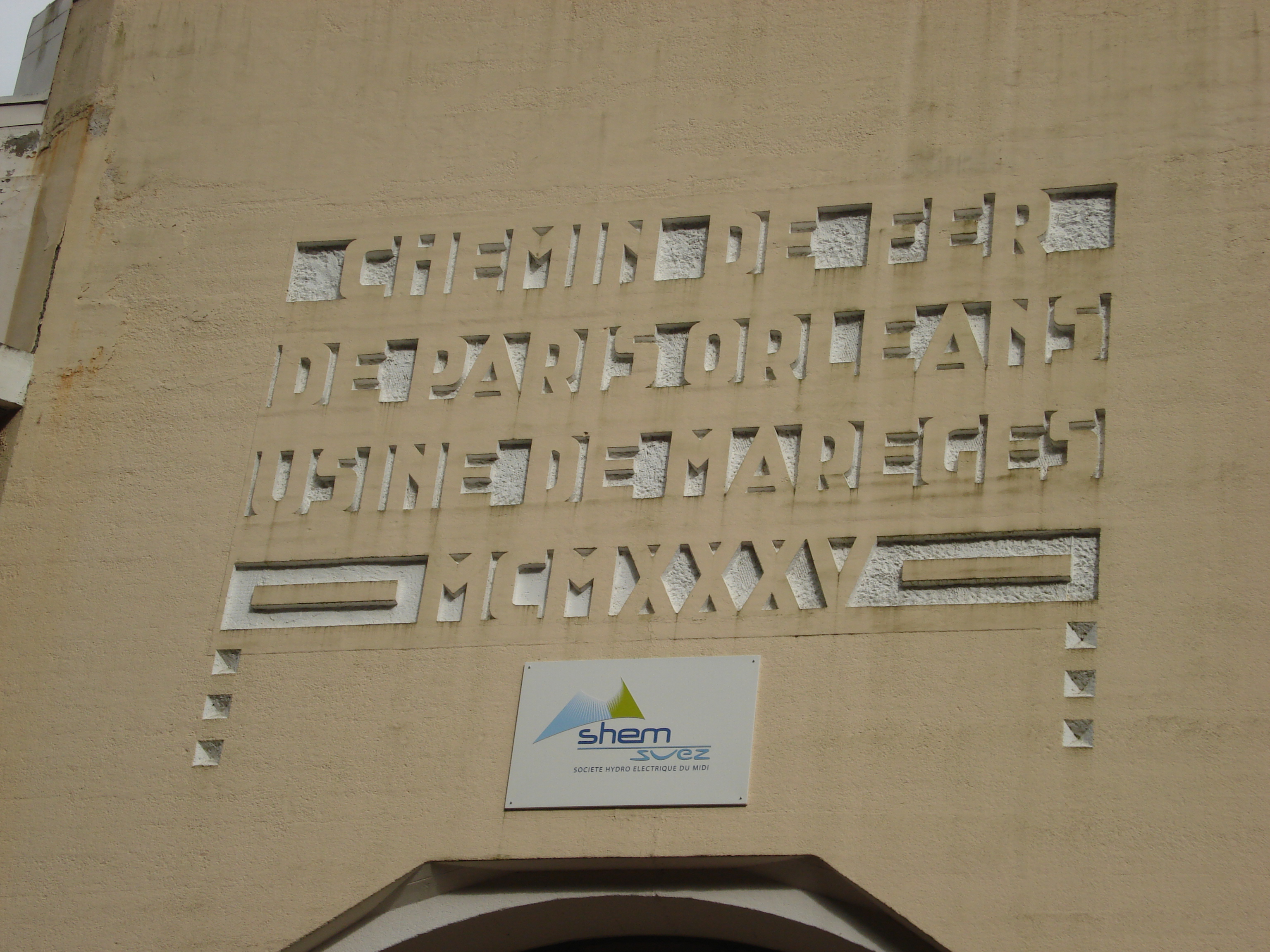
Die Fassade
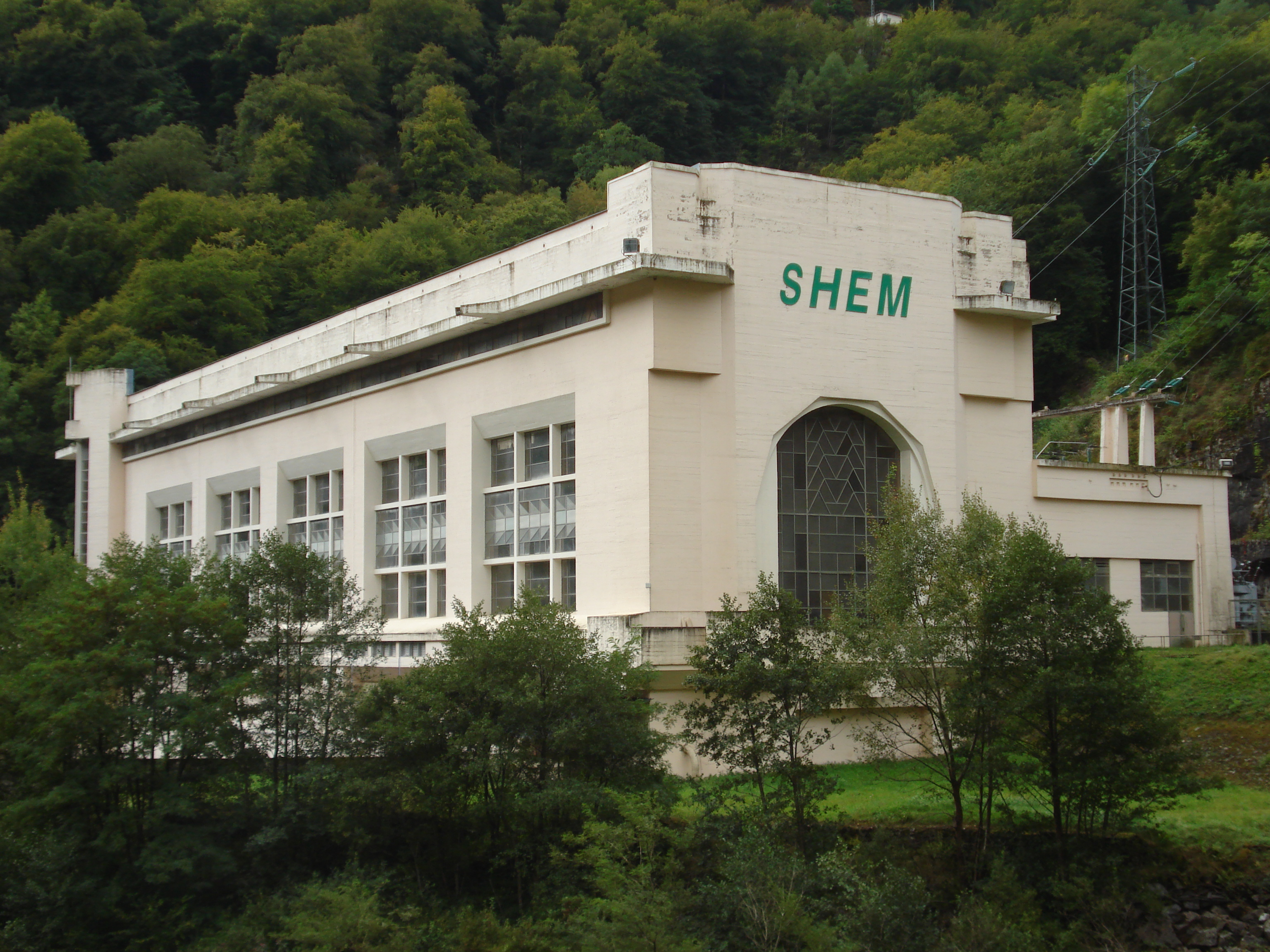
Die Fabrik
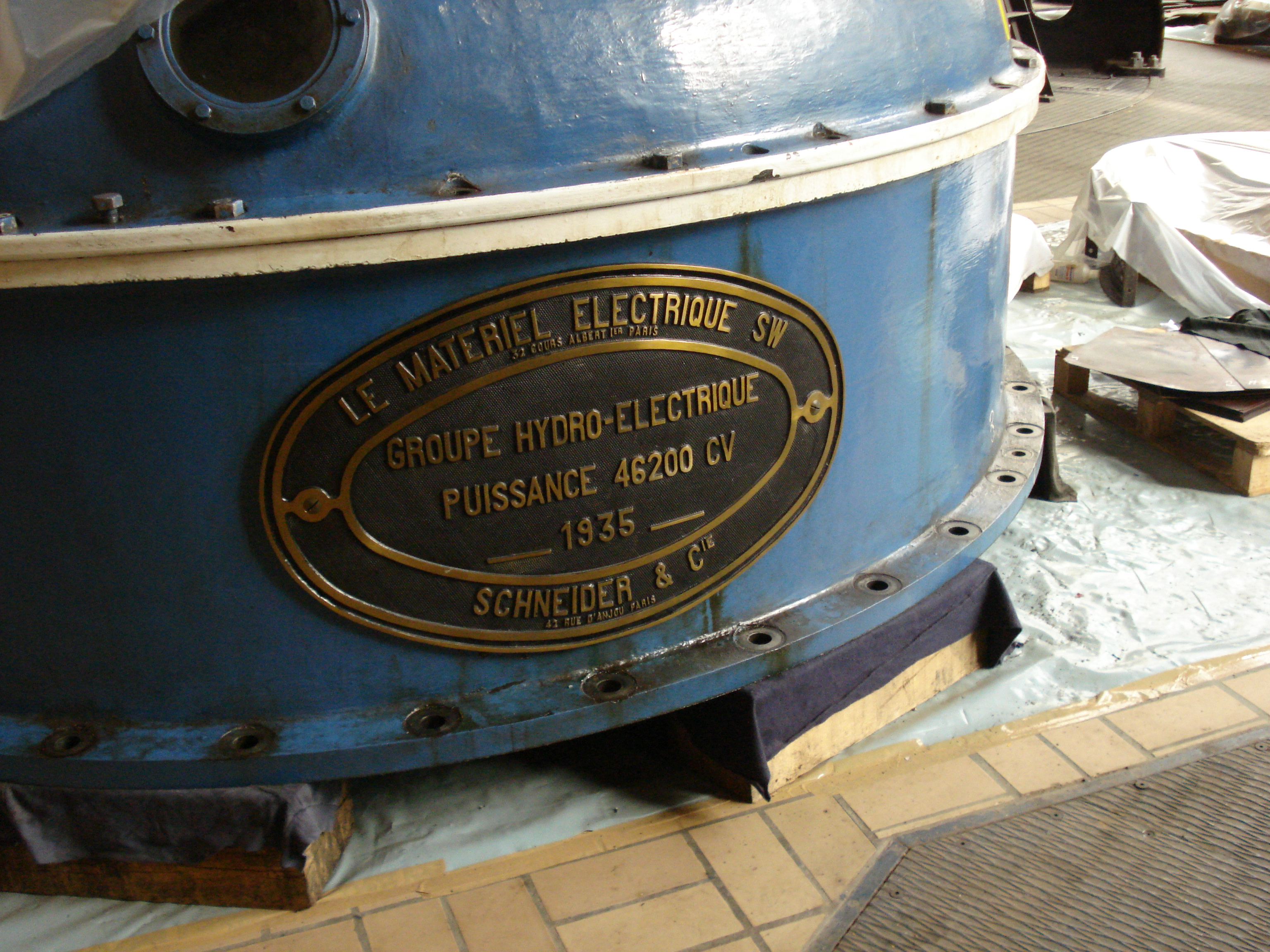
Leistungsangabe
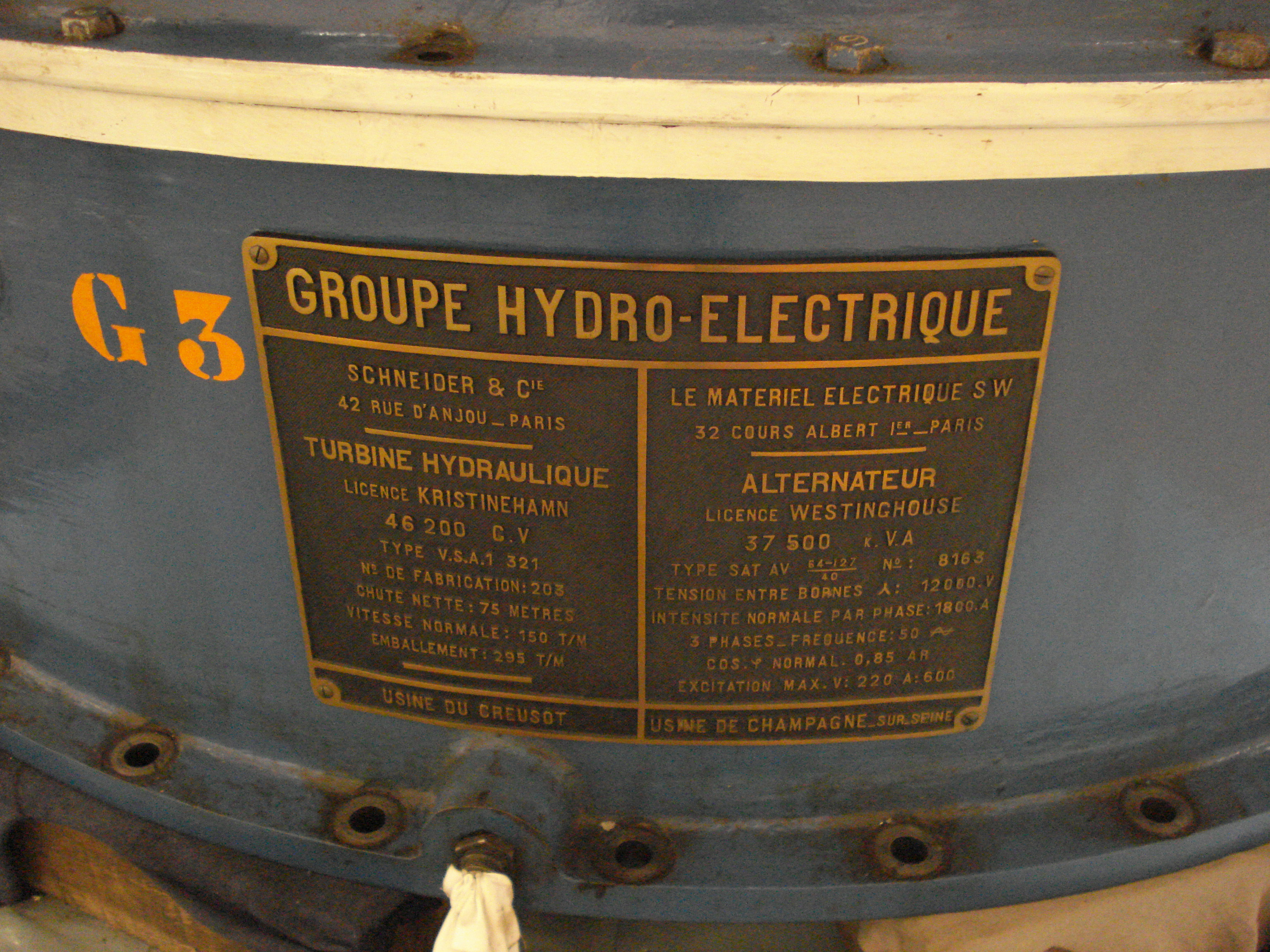
Elektrisches Material
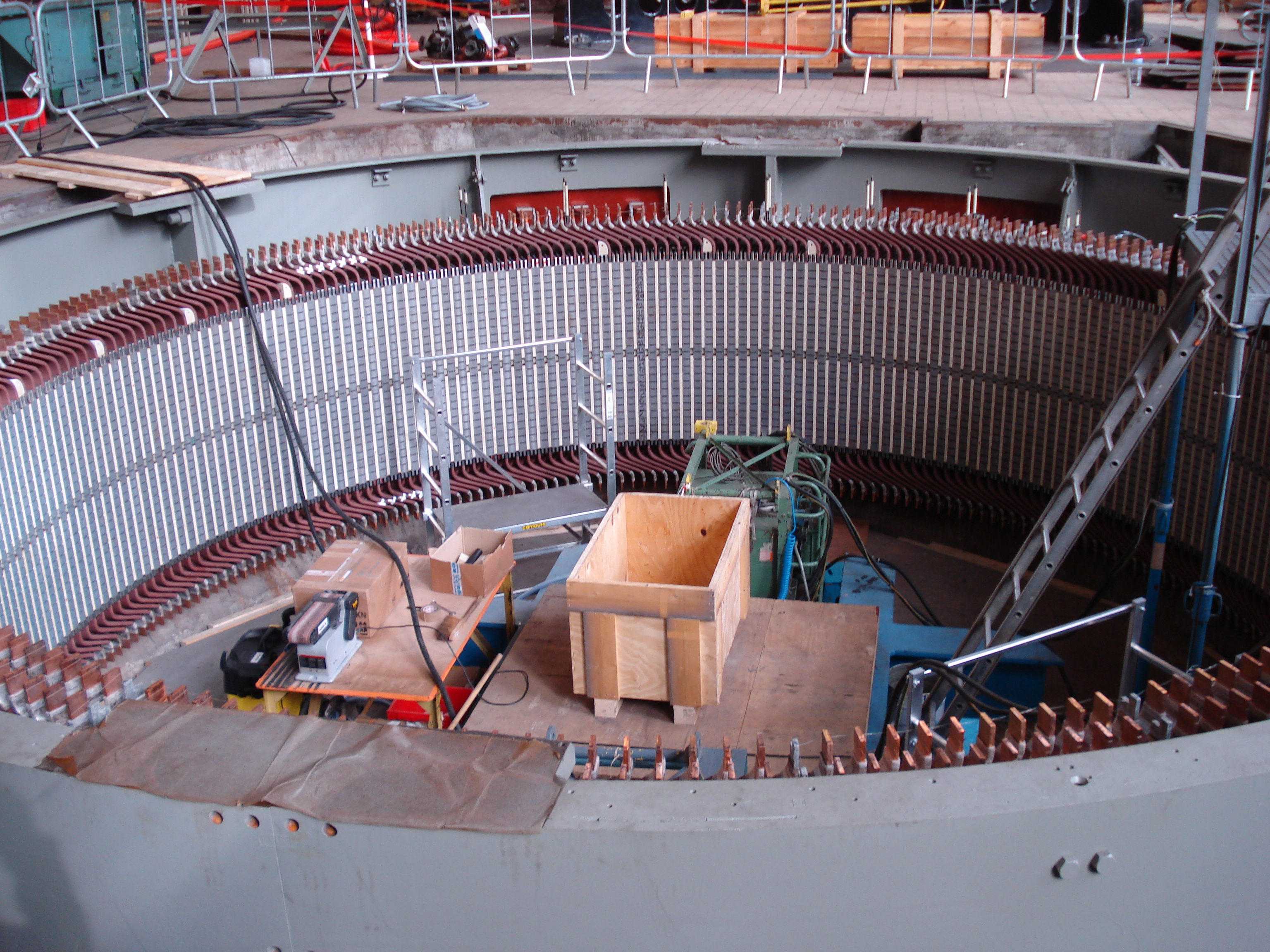
Stator des Drehstrom-Synchrongenerators (Schenkelpolmaschine)
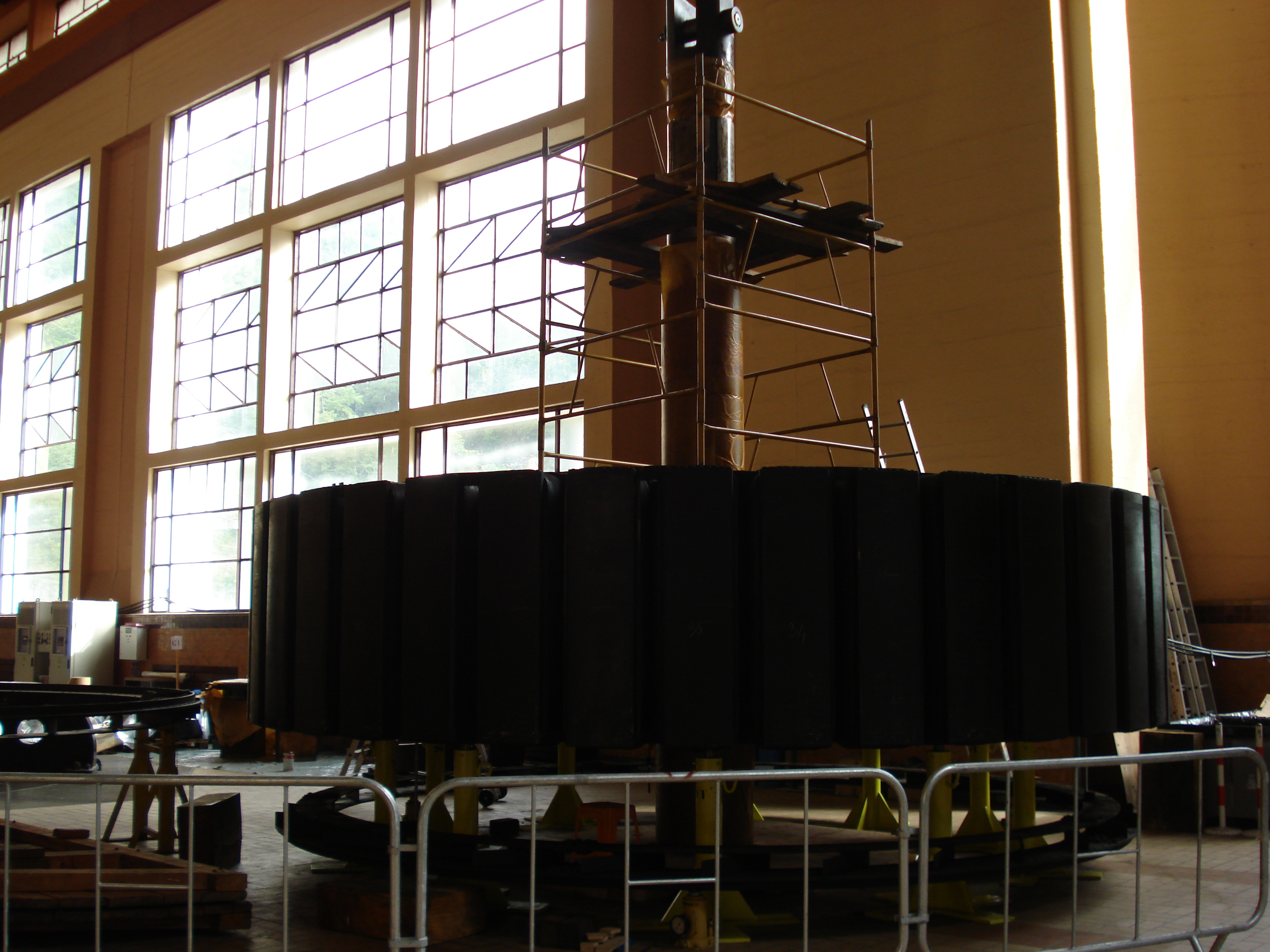
Rotor des Generators